# Síndics de l'Alguer

Escut de l'Alguer

Aquesta és la llista de les persones que han ocupat el càrrec de síndic de l'Alguer, la persona encarregada de la màxima responsabilitat en l'administració civil del municipi.